# Station Exton
Exton is een spoorwegstation van National Rail in Woodbury, East Devon in Engeland. Het station is eigendom van Network Rail en wordt beheerd door Great Western Railway. 